# Sacco a pelo a tre piazze
Sacco a pelo a tre piazze (The Sure Thing) è un film del 1985 diretto da Rob Reiner.
Il film è un road movie romantico sceneggiato da Steve Bloom e Jonathan Roberts, e interpretata da John Cusack, Daphne Zuniga, Anthony Edwards, Tim Robbins, Viveca Lindfors, Boyd Gaines e Nicollette Sheridan.

## Trama
Protagonisti del film sono due matricole dell'università del New England: Walter Gibson detto Gib e Alison Bradbury. Gib studia poco e sta per essere bocciato in inglese. Alison, che frequenta il suo stesso corso, è la classica ragazza perfettina, tutta cibi sani e tabelle di marcia. 
A una settimana dal Natale, i due devono raggiungere la California. Gib è stato invitato dal migliore amico Lance, che gli ha inviato la foto di una ragazza bellissima disposta a passare una notte con lui (Una cosa certa , da cui il titolo originale del film . Il titolo in italiano non ha invece nessuna attinenza con la trama ). Alison invece vuole andare a trovare il fidanzato, Jason, che studia a Los Angeles per diventare avvocato. 
Per risparmiare, i due chiedono un passaggio ad altri ragazzi del campus e finiscono ospiti della stessa coppia: Gary e Mary. Durante il viaggio però, stanco dei loro continui battibecchi, Gary li scarica nel bel mezzo del nulla. Inizia così il tentativo dei ragazzi di raggiungere la California tra mille peripezie. 

## Curiosità
È uno dei primi film in cui compare un telefono cellulare , enorme rispetto ai modelli successivi.